# عزیزالله بهادری
عزیزالله بهادری (۱۳۰۴ در تهران - ۲ فروردین ۱۳۹۱ در پاریس) کارگردان سینما و فیلم‌نامه‌نویس اهل ایران بود.

## زندگی‌نامه
بهادری زاده ۱۳۰۴ خورشیدی در تهران بود. او فارغ‌التحصیل کارگردانی سینما از پراگ بود و فعالیت هنری را سال ۱۳۳۵ با بازی در تروپ تئاتر آغاز و سال ۱۳۳۸ با نگارش فیلم «اینم یه جورشه» به کارگردانی عزیزالله رفیعی به سینما راه یافت.
وی در دوم فروردین ۱۳۹۱ در سن ۸۷ سالگی در پاریس درگذشت.
از جمله فیلمهای وی می‌توان به فیلمهای: زخم خنجر رفیق (۱۳۵۷)، گدای اشراف‌زاده (۱۳۵۷)، حلقه‌های ازدواج (۱۳۵۶)، جدال (۱۳۵۵)، ستیز (۱۳۵۵)، شرف (۱۳۵۴)، سلام بر عشق (۱۳۵۳)، گل پری جون (۱۳۵۳)، مترس (۱۳۵۲)، همیشه قهرمان (۱۳۵۱)، دختر ظالم بلا (۱۳۴۹)، زن وحشی وحشی (۱۳۴۸)، قاتلین هم می‌گریند (۱۳۴۸)، آواره‌های تهران (۱۳۴۷)، مرد بی ستاره (۱۳۴۶)، زن دشمن خطرناکیست (۱۳۴۱) اشاره کرد.

## فیلم شناسی
| فیلم‌ها            | سال تولید | کارگردان | نویسنده | مشاور فیلمنامه | تهیه‌کننده |
| ----------------- | --------- | -------- | ------- | -------------- | --------- |
| زخم خنجر رفیق     | ۱۳۵۷      | آری      | -       | -              | -         |
| گدای اشراف‌زاده    | ۱۳۵۷      | آری      | -       | -              | -         |
| حلقه‌های ازدواج    | ۱۳۵۶      | آری      | -       | -              | -         |
| جدال              | ۱۳۵۵      | آری      | آری     | -              | -         |
| ستیز              | ۱۳۵۵      | آری      | آری     | -              | -         |
| شرف               | ۱۳۵۴      | آری      | آری     | -              | -         |
| سلام بر عشق       | ۱۳۵۳      | آری      | -       | -              | -         |
| گل پری جون        | ۱۳۵۳      | آری      | -       | -              | -         |
| مترس              | ۱۳۵۲      | آری      | آری     | -              | -         |
| نامحرم            | ۱۳۵۲      | آری      | -       | -              | -         |
| همیشه قهرمان      | ۱۳۵۱      | آری      | آری     | -              | -         |
| دختر ظالم بلا     | ۱۳۴۹      | آری      | آری     | -              | -         |
| زن وحشی وحشی      | ۱۳۴۸      | آری      | آری     | -              | -         |
| قاتلین هم می‌گریند | ۱۳۴۸      | آری      | آری     | -              | -         |
| آواره‌های تهران    | ۱۳۴۷      | آری      | آری     | -              | -         |
| مرد بی ستاره      | ۱۳۴۶      | آری      | آری     | -              | -         |
| یک قدم تا بهشت    | ۱۳۴۵      | -        | آری     | -              | -         |
| شانس بزرگ         | ۱۳۴۴      | -        | آری     | -              | -         |
| مردی در قفس       | ۱۳۴۴      | -        | آری     | -              | -         |
| ترانه‌های روستائی  | ۱۳۴۳      | -        | آری     | آری            | -         |
| زن دشمن خطرناکیست | ۱۳۴۱      | آری      | آری     | -              | آری       |
| کی به کیه؟        | ۱۳۳۹      | -        | آری     | -              | آری       |
| اینم یک جورشه     | ۱۳۳۸      | -        | آری     | -              | -         |